# Liu Zhen
Liu Zhen (chiń. 刘振; ur. 22 czerwca 1982 w Liaoning) – chiński wioślarz, reprezentant Chińskiej Republiki Chińskiej w wioślarskiej ósemce podczas Letnich Igrzysk Olimpijskich w Pekinie.

## Osiągnięcia
- Mistrzostwa Świata – Mediolan 2003 – czwórka bez sternika – 17. miejsce[1].
- Mistrzostwa Świata – Monachium 2007 – czwórka podwójna – 16. miejsce[1].
- Igrzyska Olimpijskie – Pekin 2008 – ósemka – 7. miejsce[2].